# Куаныш (Зайсанский район)
Куаныш (каз. Қуаныш) — село в Зайсанском районе Восточно-Казахстанской области Казахстана. Входит в состав Биржанского сельского округа. Находится примерно в 24 км к северу от районного центра, города Зайсан. Код КАТО — 634633300.

## Население
В 1999 году население села составляло 506 человек (260 мужчин и 246 женщин). По данным переписи 2009 года, в селе проживало 430 человек (211 мужчин и 219 женщин).